# Meister der Mailänder Anbetung der Könige
Als Meister der Mailänder Anbetung der Könige wird ein flämischer Maler bezeichnet, der um 1520 in Antwerpen tätig war.  Benannt ist der namentlich nicht bekannte Künstler nach einem Triptychon. heute in der  Pinacoteca di Brera in Mailand, das die Anbetung der Könige darstellt. 
Der Meister der Mailänder Anbetung der Könige ist ein Vertreter eines Stils, den die in der Kunsthistorik unter dem Begriff Antwerpener Manieristen zusammengefassten Mitglieder der Antwerpener Lukasgilde zum Beginn des 16. Jahrhunderts vertraten. Diese Maler stehen am Übergang der Gotik in die Renaissance.
Der Kunsthistoriker Max J. Friedländer hatte den ’Meister der Mailänder Anbetung der Könige im Rahmen seiner Untersuchungen zu den Antwerpener Manieristen identifiziert. Ein weiteres von Friedländer diesem Künstler zugeschriebenes Bild in der Sammlung des Wallraf-Richartz-Museum (zuvor Sammlung Kerp und dann Sammlung Dormagen) wird heute als Werk des Jan de Beer ausgewiesen. Diese Identifizierung basierte unter anderem auf einer in London aufbewahrten gezeichneten Kopfstudien, für die der Name Jan de Beer überliefert ist. Somit könnte auch der Maler des Mailänder Bildes mit der Anbetung der Könige mit de Beer identisch sein.